# Schwedische Besitzungen an der Goldküste

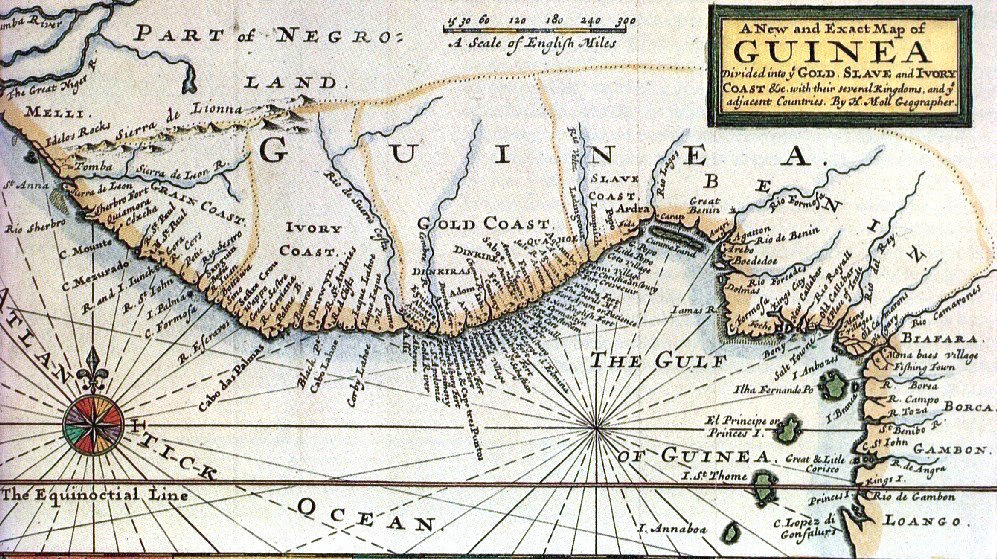
Historische Karte der damaligen Goldküste

Schwedische Besitzungen an der Goldküste oder die Schwedische Goldküste bezeichnet die Stützpunkte, die Schweden ab 1650 an der Goldküste  am Golf von Guinea im heutigen Ghana in Westafrika unterhielt. Es handelte sich dabei allerdings nur um einzelne Festungen und Faktoreien um Cabo Corso (heutiges Cape Coast) und im heutigen Accra im Besitz der privaten Schwedischen Afrika-Kompanie, die zusammen kaum den Begriff einer "Schwedischen Kolonie Goldküste" rechtfertigen. 

## Geographie
Das Gebiet umfasste die folgenden Festungen und Handelsstationen / Faktoreien:
- Carolusborg (später auch Fort Carolsborg oder Cape Coast Castle genannt) im heutigen Cape Coast, Central Region, unter schwedischer Verwaltung vom 22. April 1650 bis Januar/Februar 1658 und vom 10. Dezember 1660 bis zum 22. April 1663.
- Fort William in Anomabu, Central Region, 1650–1657 unter schwedischer Verwaltung
- Fort Batensteyn (auch Batenstein) in Butre nahe Sekondi-Takoradi, Western Region, 1650–1656 unter schwedischer Verwaltung
- Christiansborg (später auch Fort Frederiksborg oder Osu Castle genannt) im heutigen Distrikt Osu in Accra und Regierungssitz von Ghana, Hauptquartier, 1652–1658 unter schwedischer Verwaltung
- Fort Witsen (auch Taccorari) im heutigen Sekondi-Takoradi, Western Region, 1653–1658 unter schwedischer Verwaltung
- Fort Apollonia im heutigen Benyin, Western Region, 1655–1657 unter schwedischer Verwaltung
- Gemoree Faktorei
- Accara Faktorei

## Oberhäupter der Besitzungen
Die drei aufeinander folgenden Verwalter der schwedischen Besitzungen hatten unterschiedliche Titel:
- Direktor: Henrik Carloff, 22. April 1650–1656
- Gouverneur: Johan Filip von Krusenstierna, 1656–Februar 1658, 1659–1660
- Kommandeur: Tönnies Voss, 16.–22. April 1663

## Geschichte

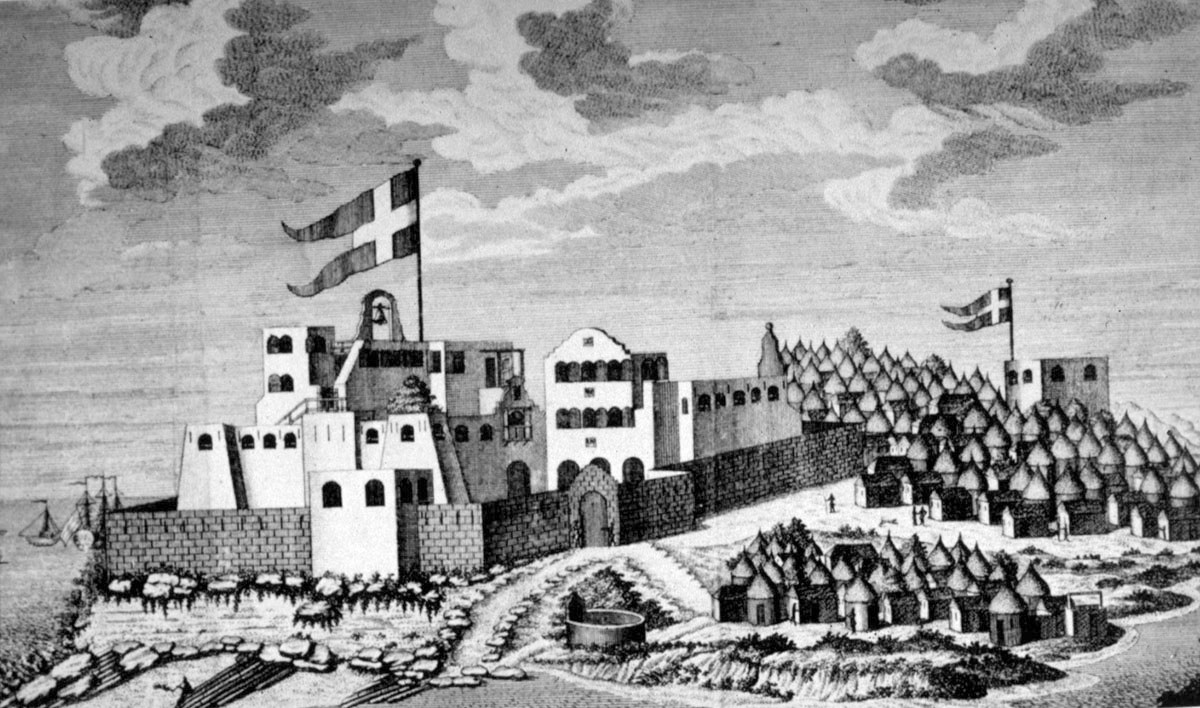
Die Festung Christiansborg bei Accra war Sitz der schwedischen, später auch der dänischen und britischen Gouverneure und ist heute Sitz der Regierung Ghanas

Nach der Gründung der Schwedischen Afrika-Kompanie 1649 wurde im Frühjahr 1650 eine Expedition unter dem Befehl von Henrik Carloff nach Afrika geschickt. Carloff, ein gebürtiger Rostocker, der bis 1648 an der Goldküste für die Niederländische Westindien-Kompanie tätig gewesen war, leitete Verhandlungen mit dem König von Futu (auch Feta) und kaufte dann einige kleine Landgebiete. Am 22. April 1650 folgte die Gründung der Schwedische Goldküste und Carloff wurde der erste Verwalter.
Kurz darauf übernahm die Kompanie unter Carloff bei Anomabu eine Station, die die Dänen gerade auf englischen Druck hin aufgegeben hatten. An der Goldküste dominierten bis dahin die Niederländer, doch einige einheimische Herrscher waren unzufrieden mit deren Versuch, Zölle auf innerafrikanischen Handel zu erheben. Die Kompanie nutzte diese Unzufriedenheit, um Stationen in Butre und Jumore in Südwest-Ghana zu etablieren. Butre ging später durch eine Revolte der einheimischen Ahanta wieder verloren. In Accra konnte Carloff  auf guten früheren Kontakten aufbauen, um unweit des Niederländischen Fort Crevecouer eine Handelsstation aufzubauen. Bei Takoradi kam 1653 noch eine befestigte Station (Fort Witsten) hinzu.
1656 wurde Johan Filip von Krusenstierna neuer Gouverneur. Dieses erboste Carloff, der danach Cabo Corso verließ, aber am 27. Januar 1658 mit dem Dänischen Freibeuter Glückstadt zurückkehrte. Fort Carlsborg wurde erobert und zu einem Teil der Dänischen Besitzungen an der Goldküste gemacht.
Für den schwedischen König Karl X. Gustav wurde dieses einer seiner Gründe, um wieder mit Dänemark Krieg zu führen. Mit dem Frieden von Kopenhagen 1660 sollte Cabo Corso wieder unter schwedische Verwaltung kommen. Da stellte sich heraus, dass Carloffs Mitarbeiter Schmidt die Kolonie im März 1659 selbsttätig an die Niederländer verkauft hatte und mit dem Geld verschwunden war.
Später begann die lokale Bevölkerung eine Revolte gegen die neue Herrschaft und im Dezember 1660 bot der König von Futu den Schweden wieder die Kontrolle über die Besitzungen an. Eine neue Expedition wurde in die Kolonie geschickt. Von Krusenstierna wurde erneut zum Verwalter ernannt.
Am 22. April 1663 fielen Fort Carlsborg und Fort Christiansborg nach einer längeren Belagerung gegen den Kommandeur Tönnies Voss erneut an die Niederländer. Am 9. Mai 1664 wurde das von den Niederländern kontrollierte Gebiet vom britischen Admiral Robert Holmes beschlagnahmt, der es zum Teil der britischen Kolonie Gold Coast machte. Die schwedischen Ansprüche auf die Kolonie wurden später im Vertrag von Breda 1667 formell aufgegeben.